# Уральский государственный университет
Уральский государственный университет им. А. М. Горького (УрГУ) — университет классического типа, высшее учебное заведение СССР и России, действовавшее как самостоятельное учреждение в Екатеринбурге (Свердловске) в 1920—1925, 1931—2011 годах. 12 мая 2011 года УрГУ вошёл в состав Уральского федерального университета и перестал существовать как самостоятельное юридическое лицо.

## История
Уральский государственный университет им. А. М. Горького был учреждён в городе Екатеринбурге декретом СНК РСФСР от 19 октября 1920 года.
Изначально в него входили институты: горный, политехнический, медицинский, сельскохозяйственный, педагогический, общественных наук, а также рабочий факультет. В последующие годы своего развития университет претерпевал значительные структурные изменения. Реально действовали не институты, а факультеты. Основными причинами были нехватка профессорско-преподавательских кадров и финансирования. Из-за этого ряд институтов фактически не приступили к занятиям (например, общественных наук), а ряд факультетов были слиты в один (например, металлургический, механический и химический были объединены в химико-металлургический факультет). К 1924 году в составе УрГУ (в 1920-е годы обычно использовали сокращение УГУ или Уралуниверситет) остались только 3 факультета — горный, химико-металлургический и медицинский. К 1 августа 1924 года медицинский факультет был переведён в Пермь, а Уралуниверситет, который состоял из оставшихся 2 факультетов, был переименован в Уральский политехнический институт (впоследствии УГТУ-УПИ), в котором в 1925 году будет организован также лесопромышленный факультет.
В 1931 году восстановлен Свердловский государственный университет. 28 июня 1936 года постановлением ЦИК СССР университету присвоено имя А. М. Горького, который принимал активное участие в организации Уралуниверситета в 1920 году. В 1945 году переименован в Уральский государственный университет имени А. М. Горького.
В 1970 году университет награждён орденом Трудового Красного Знамени.
26 января 2007 года президентом УрГУ избран бывший ректор Владимир Третьяков.
26 апреля 2007 года ректором УрГУ избран декан исторического факультета Д. В. Бугров.
По состоянию на 2009 год являлся одним из 8 российских вузов, вошедших в список 600 лучших университетов мира.
В УрГУ на 2010 год обучалось свыше 15 тысяч студентов, в том числе более 8 тысяч студентов очной формы обучения.
В конце 2009 года Президент России Д. А. Медведев подписал указ о создании Уральского федерального университета на базе УГТУ-УПИ, к которому может присоединиться УрГУ. 9 апреля 2010 года выпускник и бывший преподаватель УрГУ, член Попечительского совета УрГУ Виктор Анатольевич Кокшаров назначен ректором нового вуза.
2 февраля 2011 года министром образования и науки Российской Федерации А. А. Фурсенко подписан приказ № 155 о присоединении УрГУ к УрФУ (п. 1) в течение трёх месяцев (пп. 5.1 и 5.4).
Как самостоятельный вуз УрГУ ликвидирован 12 мая 2011 года, когда в Единый государственный реестр юридических лиц была внесена запись о прекращении деятельности Уральского государственного университета имени А. М. Горького как юридического лица, а также о соответствующей реорганизации УрФУ путём присоединения УрГУ.

## Ректоры
- 2 сентября 1920 — 30 ноября 1921 — Альберт Петрович Пинкевич (1883—1937)
- 30 ноября 1921 — 27 ноября 1923 — Борис Владимирович Дидковский (1883—1938)
- 27 ноября 1923 — 10 декабря 1924 — Владимир Васильевич Алфёров (1895—1938)
- 10 декабря 1924 — 6 мая 1925 — Сергей Алексеевич Бессонов (1892—1941)
- 14 ноября 1931 — 3 января 1932 — Анатолий Сергеевич Соколов (1895—1936)
- 3 мая 1932 — 9 июля 1933 — Николай Андреевич Дербуков (1895—1939)
- 9 июля 1933 — 13 мая 1934 — Зинаида (Евфимия) Фёдоровна Торбакова (1900—1938), и. о.ректора
- 27 июня 1934 — 2 июня 1935 — Виктор Валерьянович Мокеев (1887—1972)
- 2 июня 1935 — 3 сентября 1937 — Зинаида (Евфимия) Фёдоровна Торбакова
- 3 сентября 1937 — 28 мая 1939 — Семён Матвеевич Евминов (1896—1940)
- 29 июля 1939 — 26 ноября 1941 — Николай Павлович Попов (1903—1986)
- 26 декабря 1941 — май 1944 — Андрей Фёдорович Елютин (1902—1978)
- 13 июня 1944 — 28 февраля 1946 — Иван Дмитриевич Седлецкий (1907—1974)
- 20 апреля 1946 — ноябрь 1956 — Григорий Иванович Чуфаров (1900—1984)
- декабрь 1956 — 30 июля 1963 — Сергей Васильевич Карпачев (1906—1987)
- 30 июля 1963 — 20 августа 1968 — Борис Павлович Колесников (1909—1980)
- 9 августа 1968 — 30 сентября 1976 — Василий Александрович Кузнецов (1918—1990)
- 25 октября 1976 — 24 июня 1993 — Паригорий Евстафьевич Суетин (1927—2003)
- 24 июня 1993 — декабрь 2006 — Владимир Евгеньевич Третьяков (1936—2021)
- декабрь 2006 — 7 июня 2007 — Валерий Николаевич Ларионов, и. о.ректора
- 8 июня 2007 — 12 мая 2011 — Дмитрий Витальевич Бугров (р. 1962)

## Президенты
Единственным президентом УрГУ с 13 февраля 2007 года по 12 мая 2011 года являлся бывший ректор УрГУ Владимир Евгеньевич Третьяков.

## Попечительский совет
В состав Попечительского совета в 2008 году входили:
- Дмитрий Витальевич Бугров — ректор УрГУ им. А. М. Горького, выпускник УрГУ 1984 года;
- Андрей Валерьевич Волчик — председатель правления банка «Северная казна», выпускник УрГУ 1993 года;
- Марина Николаевна Вшивцева — проректор УрГУ им. А. М. Горького по инвестициям и развитию, выпускница УрГУ 1984 года;
- Виктор Анатольевич Кокшаров — председатель правительства Свердловской области (2007−09), выпускник УрГУ 1986 года;
- Михаил Юрьевич Слободин — генеральный директор ПАО «Вымпелком», выпускник УрГУ 1993 года;
- Валерий Александрович Черешнев — председатель комитета Государственной думы по науке и наукоёмким технологиям, член президиума РАН, член президиума УрО РАН.

## Герб университета
24 апреля 2008 года было одобрено расположение и набор символов на гербе УрГУ. Автором герба стал заведующий кафедрой истории России Дмитрий Алексеевич Редин.
Центром гербовой композиции является крест св. великомученицы Екатерины Александрийской (покровительницы Екатеринбурга) — четырёхсоставный тау-крест (костыльный, или, в данном случае, вогнуто-костыльный крест). Костыли — поперечные перекладины — отсылают к ещё одному символу: посоху египетских жрецов, носителей сокровенного знания, посоху св. Антония, являющемуся символом поиска и достижения истины. На крест наложен солярный символ — зубчатое колесо, символизирующее солнце, свет знаний и одновременно представляющее пыточное колесо (атрибут св. Екатерины, которую, согласно легенде, приговорили к колесованию).
Три книги символизируют единство естественных, точных и гуманитарных наук и отсылают к девизу герба: «Бойтесь человека одной книги!» (Фома Аквинский).

## Структура
Учебный процесс обеспечивали 95 кафедр. Научно-исследовательская работа велась, помимо кафедр, в двух научно-исследовательских институтах: институте физики и прикладной математики и институте русского языка и культуры. В состав научно-исследовательской части университета входили астрономическая обсерватория, ботанический сад, биостанция, около двадцати отраслевых и вузовско-академических лабораторий. Имелись три музея: истории университета, музей книги с собранием редких и древних изданий, музей научных достижений. Университет имел собственный издательско-полиграфический центр. В структуру университета входили научная библиотека, общий библиотечный фонд которой составлял около 1 200 000 книг и журналов. Научная библиотека была снабжена рабочими станциями компьютерной связи с библиотеками мира. Работал отдел содействия трудоустройству выпускников.

### Факультеты
Биологический факультет
- Кафедра ботаники
- Кафедра физиологии и биохимии растений
- Кафедра зоологии
- Кафедра физиологии человека и животных
- Кафедра экологии
- Биостанция
- Ботанический сад
- Анатомо-морфологическая лаборатория

Факультет журналистики
- Кафедра периодической печати
- Кафедра телевидения и радиовещания
- Кафедра истории журналистики
- Кафедра русского языка и стилистики
- отделение ММР в СМИ
- отделение международной журналистики

Факультет искусствоведения и культурологии
- Кафедра истории искусств
- Кафедра культурологии и социально-культурной деятельности
- Кафедра музееведения и прикладной культурологии
- Центр современной культуры УрГУ

Исторический факультет
- Кафедра истории России
- Научно-педагогическая лаборатория «Волот»
- Угорский научно-исследовательский центр (УНИЦ)
- Лаборатория археографических исследований
- Кафедра истории древнего мира и средних веков
- Кафедра новой и новейшей истории
- Кафедра археологии
- Кафедра этнологии и специальных исторических дисциплин
- Кафедра источниковедения
- Кафедра архивоведения
- Отделение архивоведения, документоведения и информационно-правового обеспечения
- Проблемная научно-исследовательская археологическая лаборатория
- Исторический научно-методический кабинет
- Кафедра социально-культурного сервиса и туризма

Математико-механический факультет
- Кафедра алгебры и дискретной математики
- Кафедра математического анализа и теории функций
- Кафедра вычислительной математики
- Кафедра математической экономики
- Кафедра высокопроизводительных компьютерных технологий
- Кафедра прикладной математики
- Кафедра теоретической механики
- Кафедра информатики и процессов управления
- Кафедра математической физики

Факультет международных отношений
- Кафедра Зарубежного регионоведения
- Кафедра востоковедения
- Кафедра регионоведения России и стран СНГ
- Кафедра языков регионов

Факультет политологии и социологии
- Кафедра теории и истории социологии
- Кафедра социально-политических наук
- Кафедра теории и истории политической науки
- Кафедра социальной работы
- Кафедра прикладной социологии
- Кафедра педагогики
- Кабинет социально-политических наук
- Лаборатория социально-политических исследований

Факультет психологии
- Кафедра психофизиологии и психофизики
- Кафедра общей психологии и психологии личности
- Кафедра социальной и политической психологии
- Кафедра психологии развития и педагогической психологии
- Кафедра клинической психологии

Факультет связей с общественностью и рекламы
- Кафедра интегрированных маркетинговых коммуникаций и брендинга
- Кафедра языков массовой коммуникации
- Лаборатория рекламы и связей с общественностью

Физический факультет
- Кафедра теоретической физики
- Кафедра общей и молекулярной физики
- Кафедра компьютерной физики
- Кафедра физики магнитных явлений и магнитных наноматериалов
- Кафедра физики низких температур
- Кафедра физики конденсированного состояния
- Кафедра астрономии и геодезии
- Кафедра информационных систем и технологий
- Кафедра оптики полупроводников и радиоспектроскопии
- Коуровская астрономическая обсерватория имени К. А. Бархатовой
- Центр коллективного пользования «Современные нанотехнологии»[7].

Филологический факультет
- Кафедра русского языка и общего языкознания
- Кафедра германского языкознания
- Кафедра романского языкознания
- Кафедра современного русского языка
- Кафедра риторики и стилистики русского языка
- Кафедра русского языка как иностранного
- Кафедра зарубежной литературы
- Кафедра фольклора и древней литературы
- Кафедра русской литературы
- Кафедра русской литературы XX века
- Учебно-методическая лаборатория топономастики
- Лаборатория компьютерной лексикографии
- Лаборатория мультимедийных методов обучения иностранным языкам (LAFORMULE)

Философский факультет
- Кафедра истории философии
- Кафедра онтологии и теории познании
- Кафедра этики, эстетики, теории и истории культуры
- Кафедра религиоведения
- Кафедра социальной философии
- Кафедра философской антропологии

Химический факультет
- Кафедра неорганической химии
- Кафедра органической химии
- Кафедра физической химии
- Кафедра химии высокомолекулярных соединений
- Кафедра аналитической химии

Экономический факультет
- Кафедра экономической теории
- Кафедра мировой экономики
- Кафедра теории и практики менеджмента
- Кафедра экономического моделирования и информатики
- Кафедра организационно-экономических систем
- Кафедра финансов и права
- Центр баз данных
- Центр прикладного анализа отраслевых рынков
- Центр «Карьера»
- Экономический кабинет
- Российско-Американский институт экономики и бизнеса

Институт управления и предпринимательства
- Кафедра теории управления и инноваций
- Кафедра государственного и муниципального управления
- Кафедра экономики, финансов и менеджмента
- Кафедра ЮНЕСКО по университетскому управлению и планированию

Общеуниверситетские кафедры
- Кафедра всеобщей истории
- Кафедра педагогики
- Кафедра иностранных языков
- Кафедра физического воспитания и психологии спорта
- Кафедра основ медицины в чрезвычайных ситуациях
- Факультет общественных профессий

Специализированный учебно-научный центр (СУНЦ УрГУ)
- Кафедра гуманитарного образования
- Кафедра филологии
- Кафедра математики
- Кафедра информатики
- Кафедра химии и биологии
- Кафедра физики и астрономии
- Кафедра иностранных языков
- Кафедра психофизической культуры

### Филиалы
В состав университета входили два филиала в городах Ноябрьске (Тюменская область) и Новоуральске (Свердловская область), а также представительства в Верхней Салде, Каменске-Уральском, Качканаре, Лесном, Нижнем Тагиле, Первоуральске, Ревде, Сухом Логу Свердловской области, а также в городе Чусовом (Пермский край).

### Другие подразделения
- Институт управления и предпринимательства;
- Итальянский высший колледж «Леонардо»;
- Высшие женские курсы;
- Подготовительное отделение для иностранных учащихся;
- Центр базового (средне-специального) профессионального образования (ЦБПО);
- Институт по переподготовке и повышению квалификации преподавателей гуманитарных и социально-экономических дисциплин (ИППК);
- Факультет повышения квалификации преподавателей естественных наук;
- Уральский региональный центр информатизации (центр компьютерных технологий);
- Центр профессиональной переподготовки военнослужащих;
- Интернет-центр открытого доступа;
- Уральский научно-образовательный центр «Перспективные материалы»;
- Межрегиональный институт общественных наук;
- Астрономическая обсерватория;
- Центр региональных экономических исследований.

## Наука
Основные научные школы, сформировавшиеся в университете:
- Математической теории управления и теории игр, основанная академиком РАН Н. Н. Красовским;
- Теории некорректных задач, основанная профессором, чл.-корр. АН СССР В. К. Ивановым;
- Алгебры, основанная профессором П. Г. Конторовичем;
- Теории устойчивости движения и нелинейных колебаний, основанная профессором И. Г. Малкиным;
- Теории алгебраических систем и её приложений к компьютерным наукам, основанная академиком ЕАН Л. Н. Шевриным;
- Ферромагнетизма, основанная академиком РАН С. В. Вонсовским;
- Теплофизики и молекулярной физики, основанная профессором П. Е. Суетиным;
- Физики магнитных явлений, основанная профессором Г. С. Кандауровой;
- Физико-химической механики, основанная профессором Ю. А. Буевичем;
- Звёздной астрономии, основанная профессором К. А. Бархатовой;
- Высокотемпературной электрохимии, основанная профессором, чл.-корр. АН СССР С. В Карпачевым;
- Химии твёрдого тела, основанная профессором В. М. Жуковским;
- Химии высокомолекулярных соединений, основанная профессором А. А. Тагер;
- Популяционной и эволюционной экологии, основанная академиком АН СССР С. С. Шварцем;
- Физиологии растений и изучения проблем фотосинтеза, основанная академиком РАН А. Т. Мокроносовым;
- Экологии, основанная академиком РАН В. Н. Большаковым;
- Промышленной ботаники, основанная чл.-корр. АН СССР Б. П. Колесниковым;
- Орнитологии, основанная профессором Н. Н. Даниловым;
- Византиноведения, основанная профессором М. Я. Сюзюмовым;
- Уральской и сибирской археологии, основанная профессором В. Ф. Генингом;
- Истории международных отношений, основанная профессором И. Н. Чемпаловым;
- Археографии, основанная профессором Р. Г. Пихоей;
- Диалектологии и ономастики, основанная профессором, чл.-корр. РАН А. К. Матвеевым;
- Лексикологии и лексикографии, основанная профессором Э. В. Кузнецовой;
- Литературной стилистики, основанная профессором В. В. Эйдиновой;
- Социологии, основанная профессором Л. Н. Коганом;
- Диалектики и научного познания, основанная чл.-корр. РАН М. Н. Руткевичем;
- Истории философии, основанная профессором К. Н. Любутиным;
- Социальной философии, основанная профессором В. Е. Кемеровым;
- Синтетической теории идеального, основанная профессором Д. В. Пивоваровым;
- Искусствоведения, основанная чл.-корр. АХ СССР Б. В. Павловским.

Университет был известен многочисленными постоянно действующими научно-исследовательскими экспедициями. Среди них Урало-Сибирская, Крымская, Новгородская археологические экспедиции, Уральская археографическая экспедиция, эколого-физиологическая, геоботаническая, топонимическая, фольклорная экспедиции.
На момент принятия решения о присоединении к УрФУ среди преподавателей университета было около 140 профессоров, докторов наук, 18 членов Российской академии наук, свыше 30 заслуженных деятелей науки и культуры, около 500 доцентов, кандидатов наук.

## Издательская деятельность
В университете существовало собственное издательство, выпускавшее научные журналы «Известия Уральского университета» и «Университетское управление» (включённые в список российских научных журналов ВАК Минобрнауки России с 2007 года), а также журнал «Вопросы ономастики», ежегодник Института русской культуры, газету «Уральский университет».

## Образовательная деятельность
В университете велась образовательная деятельность по следующим специальностям высшего образования (на момент принятия решения о присоединении к УрФУ):
- 090102 Компьютерная безопасность
- 010101 Математика
- 010901 Механика
- 080801 Прикладная информатика (в экономике)
- 010701 Физика
- 010802 Фундаментальная радиофизика и физическая электроника
- 010707 Медицинская физика
- 230201 Информационные системы и технологии
- 010702 Астрономия
- 120102 Астрономогеодезия
- 200501 Метрология и метрологическое обеспечение
- 020101 Химия
- 020201 Биология
- 020801 Экология
- 080101 Экономическая теория
- 080102 Мировая экономика
- 080103 Национальная экономика
- 080111 Маркетинг
- 080105 Финансы и кредит
- 080503 Антикризисное управление
- 080504 Государственное и муниципальное управление
- 030602 Связи с общественностью
- 032401 Реклама
- 030301 Психология
- 030302 Клиническая психология
- 030401 История
- 030402 Историко-архивоведение
- 100103 Социально-культурный сервис и туризм
- 032001 Документоведение и документационное обеспечение управления
- 030701 Международные отношения
- 032301 Регионоведение
- 030801 Востоковедение, африканистика
- 031001 Филология
- 030101 Философия
- 031801 Религиоведение
- 040201 Социология
- 040101 Социальная работа
- 030601 Журналистика
- 031401 Культурология
- 031501 Искусствоведение

Также действовали бакалаврские программы в области инноватики (220600) и нанотехнологий (210600) и 16 программ подготовки магистров, осуществлялась подготовка аспирантов по 54 специальностям (15 направлений).

## Преподаватели
См. Категория:Преподаватели Уральского государственного университета

## Выпускники
См. Категория:Выпускники Уральского государственного университета
По количеству подготовленных академиков и членов-корреспондентов РАН (АН СССР), а также ректоров вузов Уральский государственный университет занимал в рейтинге 2007 года 4 место среди всех вузов страны, уступая МГУ, СПбГУ и МФТИ.